# Baby Pozzi
Baby Pozzi, pseudonimo di Maria Tamiko Pozzi (Genova, 1º giugno 1963), è un'ex attrice pornografica italiana.
Sorella minore di Moana Pozzi, con lei condivise per tre anni, dal 1988 al 1991, il percorso professionale nell'industria porno.

## Biografia
Nata a Genova nel 1963, secondogenita di Alfredo Pozzi, ricercatore nucleare genovese, e di una casalinga, Rosanna Alloisio, originaria di Lerma in provincia di Alessandria. Il nome impostole, Tamiko, in giapponese significa "fiore di loto".
A undici anni, a causa del lavoro del padre, si trasferì insieme ai familiari prima in Brasile, poi in Canada e infine a Lione. Ha studiato per un anno come analista chimico e per due anni come ragioniera. Molto influenzata da sua sorella Moana, ha tentato come lei la strada dello spettacolo seguendola a Roma, dove ha lavorato dapprima come segretaria nell'agenzia Diva Futura di Riccardo Schicchi, per poi debuttare nel mondo della pornografia nel 1988.
Ha lavorato occasionalmente anche con la sorella in qualche film e servizio fotografico (tra cui una copertina su Playmen nel numero di novembre 1989), ma non ne ha mai raggiunto la popolarità, restando sempre nella sua ombra.
Di carattere più schivo della celebre sorella, nel 1992, prima della scomparsa di Moana (avvenuta nel 1994), si era già ritirata dal mondo dell'hard-core per andare a vivere in Francia, dove oggi lavora come aiuto-infermiera nel reparto maternità di un ospedale. Smentendo le voci che la sua uscita dall'industria pornografica fosse collegata con la malattia e la morte della sorella, ha fatto apparizioni sporadiche in spettacoli soft-core, tra cui il MiSex del 1997.

## Vita privata
Nel 1993 ha avuto un figlio di nome Kevin.

## Filmografia

### Tradizionale
- Abat-jour - L'ultima calda luce prima del piacere, regia di Lorenzo Onorati (1988)
- Diva Futura - L'avventura dell'amore, regia di Ilona Staller e Arduino Sacco[4] (1989)
- Lampada blu, regia di Lorenzo Onorati[4] (1989)

### Pornografica
- Baby la figlia libidinosa, regia di Mario Bianchi (1989)
- Il vizio di Baby e l'ingordigia di Ramba, regia di Riccardo Schicchi (1989)
- Le regine dell'amore proibito, regia di Illona Staller (1989)
- L'uccello della felicità, regia di Riccardo Schicchi (1989)
- Baby nata per godere, regia di Mario Bianchi (1990)
- Giochi bestiali in famiglia, regia di Mario Bianchi (1990)
- Orgasmi del secondo canale, regia di Mario Bianchi (1990)
- Top Model 2, regia di Pasquale Fanetti (1990)
- Desideri bestiali e voluttuosi, regia di Mario Bianchi (1991)
- Le perversioni degli angeli, regia di Riccardo Schicchi (1991)
- Analità profonda - Orgasmi del secondo canale, regia di Mario Bianchi (1992)
- La lunga gola di Baby, regia di Mario Bianchi (1992)
- Ore 9 scuola a tutto sesso - Goduria sfrenata, regia di Mario Bianchi (1992)
- Superstalloni per Baby, regia di Mario Bianchi (1992)
- Euroflesh 5 - Sex Crazy (1997)
- Rocco's Cocktales 10 - Vice Baby, regia di Tony Yanker (2000)